# Sol Bamba
Souleymane Bamba (Ivry-sur-Seine, 1985. január 13. – 2024. augusztus 31.) elefántcsontparti válogatott labdarúgó, edző.
Játékosként középhátvéd volt. Franciaországban született, az elefántcsontparti válogatottban játszott. Pályafutása során olyan csapatokban játszott, mint a Cardiff City, a Leeds United, a Leicester City és a Palermo, amit követően edzősködött a Cardiffnál és az Adanaspornál is. Halála idején a török csapat szakmai igazgatója volt. 
2024. augusztus 30-án hirtelen megbetegedett és másnap, 39 évesen meghalt.